# Михайловка (Кременский район)
Михайловка (укр. Михайлівка) — село в Кременском районе Луганской области Украины, административный центр Михайловского сельского совета.
Население по переписи 2001 года составляло 593 человека. Почтовый индекс — 92941. Телефонный код — 6454. Занимает площадь 1,83 км². Код КОАТУУ — 4421682601.
В селе сохранился Храм Святителя Феодосия Черниговского, построенный в 1905 по проекту харьковского епархиального архитектора
В.Х. Немкина.

## Местный совет
92941, Луганська обл., Кремінський р-н, с. Михайлівка, вул. Леніна, 17  (укр.)